# Howard Deutch
Howard Deutch (født 14. september 1950) er en amerikansk filminstruktør.

## Instrueret
- Pretty in Pink (1986)
- Sig du elsker mig! (1987)
- En ferie med bjørn på (1988)
- Article 99 (1992)
- Så er vi kvit, far! (1994)
- Gnavne gamle mænd 2 (1995)
- Hvem støver af nu? (1998)
- The Replacements (2000)
- Ti fod under (2004)
- My Best Friend's Girl (2008)